# 더글러스 블러보
더글러스 몰런 블러보(영어: Douglas Morlan Blubaugh, 1934년 12월 31일~2011년 5월 16일)은 미국의 레슬링 선수로 1960년 하계 올림픽 자유형 웰터급에서 금메달을 획득했다. 은퇴 후에는 인디애나 대학교 레슬링부 코치를 맡았다.